# Masita
Masita – holenderski producent sprzętu sportowego. Firma została założona w 1933 roku przez rodzinę Maas w Sittard. Od 1960 roku, firma specjalizuje się w produkcji i handlu odzieży sportowej. Pierwotnie Masita koncentruje się na rynku w Holandii, Belgii, Luksemburgu i Niemczech, później firma poszerzyła swoje usługi  Europejskiej i poszczególnych krajów afrykańskich.Siedziba firmy znajduje się w Echt-Susteren, Holandia.

## Kluby piłkarskie sponsorowane przez Masita
- MŠK Púchov
- Stilon Gorzów
- Górnik Konin,
- Polonia Bydgoszcz
- Radnički Nisz